# Катування та вбивства військовополонених під час війни на сході України
Катування та вбивства полонених під час війни на сході України — воєнні злочини, скоєні проросійськими бойовиками маріонеткових ДНР та ЛНР, військовослужбовцями Збройних сил РФ, а також українськими військовими щодо захоплених у полон осіб. Особлива жорстокість проросійських бойовиків була спрямована проти українських добровольців та волонтерів.

## Правовий статус військовополонених
3-тя Женевська конвенція регулює питання забезпечення прав військовополонених протягом усього періоду їх перебування у полоні. Система захисту військовополонених включає положення про порядок їх інтернування, їх права на приміщення, одяг і харчування, на виконання гігієнічних вимог і надання медичної допомоги, забезпечення релігійних прав, надання можливості для інтелектуальної та фізичної діяльності. Забороняються щодо полонених різні акти насильства і залякування та будь-яка дискримінація полонених. Вони мають право на повагу своєї особистості й честі.

## Загальні звіти
| Розслідування щодо випадків страт полонених. «Мирний берег», червень 2017 року.                              |
| - ДНР: 49 страт (51.6%) - ЛНР: 30 страт (31.6%) - Україна: 11 страт (11.6%) - не встановлено: 5 страт (5.3%) |

Згідно доповіді правозахисників громадської організації «Мирний берег», оприлюдненої у червні 2017 року, ними зафіксовано 95 випадків страт військовополонених та цивільних осіб під час конфлікту. Із 95 страчених 50 були цивільними. 63 людей загинули від вогнепальної зброї, 18 – від тортур. Серед вбитих – 84 чоловіки та 11 жінок. У стратах 49 людей правозахисники звинувачують НЗФ Донеччини, у 30 – НЗФ Луганщини, в 11 випадках – українських військових, винуватців смертей ще 5 людей не вдалось встановити.
2 червня 2017 відбулась презентація звіту «Незаконні затримання та катування, здійснені українською стороною в зоні збройного конфлікту на Сході України», підготованого правозахисними організаціями Українська Гельсінська спілка з прав людини, неурядовою організацією Truth Hounds та Харківською правозахисною групою. Звіт документує випадки затримання 23 осіб у 2014—2015 роках, 19 з яких зазнали катування та жорстокого поводження. Серед задокументованих арештів лише у трьох випадках арештовані особи брали участь у насильницьких діях, спрямованих на повалення української влади. У решті випадків заарештовані були колишніми учасниками ненасильницьких мітингів або цивільними особами, що не мали жодного стосунку до політичних подій.
19 червня 2017 Генеральна прокуратура України повідомила, що має свідків 134 епізодів страт військовиків і цивільних полонених. На причетність до вчинення цих злочинів слідчим шляхом перевіряють понад 10 осіб із числа проросійських бойовиків та військовослужбовців Збройних сил РФ.

## Злочини проти українських полонених

### 2014
17 квітня 2014 року до полону російських диверсантів у Слов'янську потрапили три активісти «Правого сектора». Юрій Поправка та Юрій Дяковський були страчені після важких тортур.
9 травня 2014 року потрапив до засідки старший лейтенант Національної гвардії Ігор Гейсун. Після визволення Слов'янська був знайдений у братській могилі із слідами тортур.
Увечері 10 червня 2014 року Олександр Решетняк був викрадений терористами «ЛНР» з власного дому, доправлений до захопленої будівлі обласного управління СБУ, де від нього намагалися отримати інформацію про місця дислокації батальйону «Айдар». 12 червня його з численними травмами було знайдено біля будівлі Луганської ОДА та доправлено до обласної лікарні з вогнепальним пораненням тулуба, зламаним хребтом, відбитими нирками. 15 червня від отриманих у полоні травм Олександр помер у лікарні після кількох операцій.
17 червня 2014 року у бою під Металістом був захоплений у полон Микола Чепіга, боєць батальйону «Айдар». Був страчений того ж дня бойовиками батальйону «Лєший».
23 червня 2014 року в районі Донецька зникли безвісти волонтери Микола Чорний і Андрій Романенко. Чорний був убитий пострілом у голову, на тілі Романенка були численні поранення.
14 липня 2014 року рядовий міліції Олексій Кудрявцев був взятий в полон бандою Безлера в районі міста Горлівка — зупинили рейсовий автобус, у якому перебував Олексій, що прямував до міста Артемівськ, де проходив службу. Під час перевірки документів та обшуку речей пасажирів бойовики знайшли у Олексія міліцейську форму та посвідчення співробітника батальйону міліції. За попередньою інформацією, розстріляний в полоні.
17 липня 2014 року зник безвісти в районі Красногорівки майор НГУ Андрій Величко. 6 вересня 2017 року Павло Нетьосов, керівник організації «Цитадель», повідомив про ідентифікацію решток майора. Його тіло було виявлене ще у вересні 2015 року разом з двома іншими — всі троє були застрелені в голову.
У липні 2014 року, за свідченням полоненого тоді Максима Яроша, диверсантка Лариса Чубарова з Росії, позивний Тереза, стратила двох українських полонених військовослужбовців в Мар'їнці.
10 липня 2014 року в полон у м. Сєвєродонецьк потрапив волонтер Дмитро Гончаренко. Був страчений за кілька днів під час втечі бойовиків, які покидали місто через наступ української армії.
29 липня 2014 року в Луганській області бойовиками був страчений після тортур підполковник СБУ Ткаченко Олег Анатолійович.
На початку серпня був страчений у полоні у Сніжному підполковник 72-ї механізованої бригади Олександр Шкурко.
У боях за Новосвітлівку 26 серпня в полон потрапив Василь Пелиш, якому бойовики відтяли руку за татуювання «Слава Україні». З Василем їхав Сергій Кононко, який загинув. Тіло Сергія було передане 23 грудня 2014 року, травми на тілі його й кількох інших свідчили про те, що військових брутально добивали важкими предметами.
Існує багато свідчень щодо страт полонених українських військовослужбовців під час виходу з оточення під Іловайськом.
5 вересня 2014-го поблизу села Шишкове було взято в полон військовиків 3 БТрО і 1 ОТБр. Щонайменше четверо були страчені: Дмитро Власенко, Андрій Малашняк та Андрій Норенко (раніше похований як неідентифікований № 6417), а також не ідентифікований станом на лютий 2017 вояк, похований в могилі № 6418.
5 вересня в засідку потрапила колона батальйону «Айдар», що складалася з групи Грізлі і групи Термінатора. Колону «Айдару» зупинили на блокпосту навпроти автобусної зупинки «Весела гора», і, дізнавшись назву батальйону, російські формування відкрили вогонь на ураження. За словами Олексія Мільчакова, російського нациста і учасника засідки, шістьох поранених українських бійців стратили на місці.
2 жовтня 2014 року в Луганській області бойовиками був страчений після тортур старший лейтенант СБУ Ткачов Олександр Васильович.
7 жовтня 2014 у місті Зугрес біля міського Палацу Культури до стовпа було прив'язано полоненого 53-річного українця Ігоря Кожому , над яким кілька годин знущалися місцеві сепаратисти  , цей випадок знайшов відображення у фільмі Донбас.
15 жовтня 2014 у бою за 32-й блокпост були взяті в полон бійці Айдару. У тому бою було вбито старшого лейтенанта Збройних сил РФ Євгена Трундаєва. Максим Відецьких, росіянин, учасник бою і член російського збройного формування, розповів, що у якості помсти за загибель Євгена вони стратили щонайменше командира Айдару. Юрій Бутусов у 2015 році назвав ім'я страченого — Олександр Піскіжов (Італієць).
Наприкінці 2014 року майор НГУ Анатолій Боженко був свідком того, як у луганську лікарню доправили полоненого бійця Айдару, якому перед тим відрізали вухо. Ним виявився Іван Яретик (Ваня Полтава), якого було взято в полон 15 жовтня, і невдовзі після потрапляння в полон йому відрізали вухо.

### 2015
У січні в боях за Донецький аеропорт був захоплений у полон Ігор Брановицький. За повідомленнями очевидців, після тортур і знущань у полоні над побратимами добровільно визнав себе кулеметником, якого розшукували бойовики. Після катування був застрелений двома пострілами у голову російським терористом з Ростова-на Дону Павловим («Моторола»).
1 лютого 2015 року було страчено танкіста Дмитра Головіна під час атаки окупаційних військ на ВОП «Саша» під Троїцьким. Український бліндаж бойовики почали закидати гранатами, після чого Дмитро вийшов з бліндажа без зброї, спробувавши врятувати 19-річного солдата. З бойовиками він мав коротку розмову, після чого Дмитра стратили. Розстріл Дмитра підтвердив і проросійський бойовик на прізвисько «Чечня», що брав участь у бою, у своєму інтерв'ю.
9 лютого 2015 року трьох бійців 30-ї механізованої бригади — Олександра Бердеса, Павла Плацинського і Василя Демчука, що потрапили у полон у боях за Дебальцеве у Логвиновому, — було піддано катуванням, а потім страчено. Відео катувань було викладене в Інтернет. У січні 2017 року спільнота ІнформНапалм оприлюднила деякі подробиці щодо особистостей, причетних до військового злочину — це бойовики бандформування «Легіон», одним з яких був громадянин РФ Назаров Роман, позивний «Назар». Інший фігурант злочину, Сергій Завдовєєв, через деякий час після публікації розслідування публічно почав заперечувати участь.
15 лютого 2015 року у боях за Широкине загинув боєць полку «Азов» Олександр Кутузакій. Російська сторона познущалася над трупом. Під час поховання у Одесі, Олександр, на прохання матері,  був у відкритій труні.
Члени батальйону «СССР Брянка», що діяв у місті Брянка на Луганщині, здійснювали терор місцевих жителів. За свідченням колишнього учасника батальйону, полонених піддавали нелюдським тортурам, відрізали частини тіл, розчленовували, страчували. У липні 2015 року було виявлено 17 тіл.
У грудні 2015 після жорстоких катувань помер солдат 28 ОМБр Роман Капацій, доведений тортурами до коми, після чого був переданий терористами українській стороні.

### 2016
У другій половині грудня під час боїв на Світлодарській дузі проросійськими бойовиками були захоплені в полон троє українських військових. Двоє з них були закатовані на смерть, третього збирались обміняти, але також убили.

### 2022
З 16 по 20 травня українські бійці гарнізону Маріуполь покинули завод Азовсталь та вийшли в полон за наказом вищого військового керівництва з заводу Азовсталь.
Попри те, що під час виходу в полон українські захисники отримали від РФ гарантії збереження свого життя й повного дотримання Женевських конвенцій, в ніч з 28 на 29 липня в Оленівській виправній колонії росія спричинила теракт під час якого загинув щонайменше 53 український військовополонений бригади Азов і поранено щонайменше 130.
Представники Міноборони РФ заявили, що по СІЗО завдано удару з американської системи M142 HIMARS. Натомість генеральний штаб ЗСУ повідомив про «російський обстріл» у районі колонії в Оленівці, а також те, що знищення українських бійців росіянами, ймовірно, мало на меті звинувачення у злочині Україну та приховування тортур над військовополоненими.
В офіційному звіті Верховний комісар ООН з прав людини встановив, що обстріл в Оленівці «не був спричинений ракетою HIMARS». Ні ООН, ні МКЧХ не були допущені до місця злочину, натомість офіційної заяви про те, що їх не допускає саме РФ ці організації не зробили. 

### 2023
6 березня 2023 року в мережі Інтернет та ЗМІ з'явилося відео з розстрілом невідомого, ймовірно, українського військовополоненого, страченого росіянами за слова «Слава Україні». На записі тривалістю 12 секунд було видно беззбройного чоловіка у військовій формі, схожій на однострій ЗСУ, який стояв під прицілами автоматів серед лісу у виритій ямі і курив, дивлячись на того, хто веде зйомку. Голос за кадром російською вигукнув: «Знімай його», солдат говорить «Слава Україні», через мить у нього стріляють кількома автоматними чергами. Після кількох влучань чоловік падає, але його продовжують розстрілювати, а голос за кадром вимовляє лайки. Перед вбивством його, ймовірно, змусили викопати собі могилу, на відео він у ямі, а ззаду лежить лопата.
За твердженням бійців 163-го батальолну ТРО і родичів на цьому відео був Олександр Мацієвський. Згодом інформацію, що на відео саме Олександр Мацієвський, підтримало Регіональне управління Сил територіальної оборони «Північ» ЗСУ — на відео воїна впізнали його рідні та побратими.
12 березня 2023 року Служба безпеки України остаточно підтвердила — розстріляним бійцем є Олександр Мацієвський. Слідчі дії зі встановлення причетних до відповідальності за розстріл військовополоненого тривають.
2 грудня 2023 року оприлюднено відео ймовірного розстрілу росіянами двох українських полонених під Авдіївкою, біля Степового — росіяни зайшли на позиції 45-го ОСБ. Під час зачистки окупанти наткнулися на бліндаж, в якому перебували українські бійці. Вони були вимушені здатися через нестачу БК. Відразу як вийшов другий військовослужбовець, росіяни їх обох розстріляли.
В околицях Роботиного Запорізької області 234-й десантно-штурмовий полк армії РФ атакує українські позиції, прикриваючись українськими військовополоненими. На відео російський військовий стріляє з автомата в напрямку одного з полонених, після цього полонені починають бігти в протилежному від позицій ЗСУ напрямку. Один з полонених біжить і відривається від росіян, солдат армії РФ стріляє з автомата в його бік. Згодом видно, що тіло бійця у формі ЗСУ вже лежить на землі.
На Запоріжжі у страті трьох українських військовополонених у грудні 2023 року ймовірно причетні — військові 76-ої десантно-штурмової дивізії РФ («Псковська десантна дивізія»), відома воєнними злочинами під час повномасштабного вторгнення в Україну, зокрема під час окупації Київщини. На відео видно, як трьох українських військових, які стоять на колінах, розстрілюють з відстані в кілька метрів.
На грудень 2023 року за даними українських правоохоронців, зафіксовано десятки випадків убивства росіянами українських військовополонених. Схожі випадки траплялися  у Чернігівській, Харківській, Донецькій, Запорізькій областях.

### 2024
15 лютого 2024 після захоплення опорного пунку Зеніт в Авдіївці було страчено 6-х поранених полонених військовослужбовців. Тіла було опізнано рідними на опублікованому ворогом відео .
В вересні 2024 на Торецькому напрямку було страчено трьох військовослужбовців 
1 жовтня 2024 в районі сіл Миколаївка і Сухий Яр Покровського району було страчено 16 українських військовослужбовців після того як вони були взяті в полон і шеренгою вийшли з лісопосадки   На оприлюдненому відео зафіксовано, як під контролем ворога військовослужбовці ЗСУ, взяті у полон, вийшли з лісопосадки. Після того, як вони вишикувались в шеренгу, окупанти умисно відкрили по них вогонь. 
10 жовтня в районі села Толстий Луг Курської області було страчено 9 військовослужбовців України. Загнія Геннадія вбито ударами по голові, кульових поранень на тілі не було . 
10 листопада в районі села Новодмитрівка Покровського району представники армії РФ взяли у полон двох військових ЗСУ, вони змусили чоловіків роздягнутись догола. Провівши їх під дулами автоматів лісопосадкою, полонених розстріляли . 
В листопаді було розстріляно 5 полонених військовослужбовців ЗСУ поблизу села Петрівка Покровського району . 
24 листопада 2024 року поблизу населеного пункту Новодарівка Пологівського району Запорізької області росіяни здійснили розстріл п’ятьох із шести українських захисників, взятих у полон 

### 2025
3 січня 2025 року в районі села Нескучне на Донеччині ворог вбив трьох українських бійців, які здалися в полон під час штурму позицій 141-ї окремої бригади ЗСУ.
11 березня 2025 року росіяни опубліковали відео з розтрілу 5 військових ЗСУ. Зі слів російських «військкорів», убиті на відео українці були операторами БпЛА .
10 квітня 2025 Associated Press опублікували відео розстрілу чотирьох українських військовополонених поблизу села П’ятихатки Запорізької області. Міністерство закордонних справ України назвало страту прикладом воєнного злочину та наголосило, що розстріли полонених стали системною практикою російської армії.
3 травня 2025 року біля села Новопіль Волноваського району окупанти оточили трьох військових ЗСУ українських захисників, змусили їх скласти зброю та здатись у полон, а потім розстріляли.
На травень 2025 року ГУР зафіксувало вже 150 випадків страт військовослужбовців Сил оборони в російському полоні.

## Наруга над тілами загиблих воїнів
У серпні-вересні 2014 російський нацист Мільчаков (скандально відомий за відео катувань та вбивств тварин) відзначився наругою над тілами загиблих бійців батальйону «Айдар».
29 грудня 2016 в бою під Крутою Балкою загинув український воїн Леонід Проводенко. Бойовики здійснили наругу над тілом загиблого і виклали відео в інтернет.

## Наслідки
28 квітня 2017 року у польському Дорогуську, неподалік польсько-українського кордону, був затриманий громадянин Австрії, що підозрювався у стратах полонених. 25-річний чоловік брав участь у вбивстві полонених у Донецькому аеропорту військових, а також цивільних осіб. Він перебував у австрійському розшуку. Згідно повідомлення Reuters, затриманий був бійцем української, а не проросійської сторони. Згідно повідомлення WashingtonPost від 30 травня 2017, ім'я підозрюваного — Бенджамін Ф., і він ймовірно був причетний до страт етнічних росіян, що воювали у лавах проросійських бойовиків і здалися до полону українським силам.
12 травня 2017 року СБУ повідомило про затримання військовиками ЗСУ проросійського бойовика, ймовірно причетного до катувань українських військовополонених.